# Кресп'ятіка
Кресп'ятіка (італ. Crespiatica) — муніципалітет в Італії, у регіоні Ломбардія, провінція Лоді.
Кресп'ятіка розташований на відстані близько 450 км на північний захід від Рима, 36 км на південний схід від Мілана, 7 км на схід від Лоді.
Населення — 2193 особи (2014).
Покровитель — Андрій Первозваний.

## Демографія
Населення за роками:

Станом на 1 січня 2023 року в муніципалітеті офіційно проживало 309 іноземців з 35 країн, серед них 112 громадян країн Євросоюзу та 5 громадян України.

## Сусідні муніципалітети
- Аббадія-Черрето
- Баньйоло-Кремаско
- К'єве
- Корте-Палазіо
- Довера
- Монте-Кремаско
- Ваяно-Кремаско